# Зграда Дома омладине у Панчеву
Зграда Дома омладине у Панчеву, подигнута је 1875. године као војна болница и представља непокретно културно добро као споменик културе.

## Историјат
До краја Првог светског рата ту је била смештена аустријска војна болница. По завршетку рата у згради је формирана пољска војна болница српске војске. Најзначајнији период за историју зграде везује се за време када се у њој налазио Руски санаторијум Црвеног крста Витешког Краља Александра Првог Ујединитеља. Руска болница почела је са радом 10. марта 1920. године и радила је све до ослобођења Панчева у Другом светском рату, 6. октобра 1944. године. Уз помоћ представника Владе Царске Русије у Југославији и Америчког Црвеног крста, болница је опремљена најсавременијом опремом и постала је врхунска болница захваљујући стручном кадру који је у њој радио, а био је састављен од руских лекара и болничарки који су избегли у Панчево за време Октобарске револуције. Болницом је руководио др Левитски, професор хирургије на Медицинском факултету у Москви. У оквиру Руске болнице налазили су се библиотека и и капела у којој је служило руско свештенство. Непосредно пре завршетка Другог светског рата већина руских лекара и осталог особља напустила је болницу плашећи се репресије од стране совјетске армије. По ослобођењу Панчева болница је претворена у Болницу лаких рањеника која је укинута крајем јануара 1946. године. 

## Архитектура зграде
Зграда Дома омладине је слободностојећи једноспратни објекат на углу улица Светог Саве и Змај-Јовине улице. Једноставном строгом фасадом сведочи о својој војној намени и војничкој прошлости града и околине. Објекат је развијене основе у облику слова „Е”. Зграда је зидана опеком са сводном конструкцијом у подруму, док је у приземљу и на спрату са дрвеном међуспратном таваницом. Широка главна фасада је урађена у мирном ритму прозорских отвора са троделном атиком изнад кровног венца. Бочне фасаде су такође веома једноставне – са равилно распоређеним прозорима, једноставним фасадним венцем и соклом. На деловима дворишне фасаде, лево и десно од средишњег, налази се по осам (4+4) прозора. Уз сам средишњи крак, такође са десне стране, налази се наткривено степениште којим се силази у подрум објекта. 
Унутрашње стране бочних крила имају по један споредни улаз и по четири прозора у приземљу, као и четири (југоисточно крило) односно пет (северозападно крило) прозора на спрату. Степениште је двокрако, централно постављено и повезује дворишни улаз са приземљем, спратом и поткровним простором. Засвођено је целом дужином. Мања степеништа повезују подрум са двориштем, као и различите нивое у оквиру приземља. Приземље и спрат имају по један дугачак ходник отворен прозорима према дворишту. Према главној фасади у приземљу су постављене канцеларије канцеларије, исто као и у бочним крилима, осим две сале које се налазе у северозападном крилу. На спрату се такође налазе канцеларије, али и нешто већи број сала. 
Испод главног тракта објекта, тачније испод његове леве половине гледано са улице, налази се подрум. Приступ подрумским просторијама је остварен преко степенишза из дворишта. Кровна конструкција је сложена од дрвених греда. Над главним крилом, као и над бочним, налазе се двосливни кровови покривени бибер црепом. Зграда Дома омладине у Панчеву нема стилских обележја. Изграђена је као типски војни објекат друге половине деветнаестог века, са једноставном и строгом фасадом. Зграда је некада имала и архитектонску пластику. Старе фотографије приказују и ограду око објекта, са стубцима као и са решетком и капијом од кованог гвожђа.